# More Than a Feeling
More Than a Feeling is de eerste single op het debuutalbum van de Amerikaanse band Boston, genaamd Boston uit 1976. Op 18 september dat jaar werd het nummer op single uitgebracht in de Verenigde Staten, Canada, Japan en West-Europa. Op 15 oktober volgden het Verenigd Koninkrijk, Ierland, Australië en Nieuw-Zeeland.

## Achtergrond
De plaat werd een hit in Noord-Amerika, Oceanië en Europa. In Boston's thuisland de Verenigde Staten bereikte de plaat de 5e positie in de Billboard Hot 100 en de 4e positie in Canada. In Australië werd de 11e positie bereikt en in Nieuw-Zeeland en Duitsland de 15e. In het Verenigd Koninkrijk werd de 22e positie in de UK Singles Chart bereikt.  Ook is de plaat de nummer 500 in The 500 Greatest Songs of All Time-lijst van Rolling Stone.
In Nederland werd de plaat veel gedraaid op Hilversum 3 en werd een hit in de destijds twee landelijke hitlijsten op de nationale publieke popzender. De plaat bereikte de 11e positie in de Nederlandse Top 40 en de 13e positie in de Nationale Hitparade. In de op Hemelvaartsdag 27 mei 
1976 gestarte Europese hitlijst op Hilversum 3, de TROS Europarade, bereikte de plaat de 16e positie.
In België bereikte de plaat de 16e positie in de voorloper van  de Vlaamse Ultratop 50 en piekte op de 14e positie in de Vlaamse Radio 2 Top 30. Ook werd de 41e positie in de voorloper van de Waalse Ultratop 50 bereikt, een bijzonderheid voor een Engelstalige plaat.
Sinds de allereerste editie in december 1999 staat de plaat onafgebroken genoteerd in de jaarlijkse NPO Radio 2 Top 2000 van de Nederlandse publieke radiozender NPO Radio 2, met als hoogste notering een 96e positie in 2000.

## NPO Radio 2 Top 2000
| Nummer met noteringen in de NPO Radio 2 Top 2000 | '99 | '00 | '01 | '02 | '03 | '04 | '05 | '06 | '07 | '08 | '09 | '10 | '11 | '12 | '13 | '14 | '15 | '16 | '17 | '18 | '19 | '20 | '21 | '22 | '23 | '24 |
| ------------------------------------------------ | --- | --- | --- | --- | --- | --- | --- | --- | --- | --- | --- | --- | --- | --- | --- | --- | --- | --- | --- | --- | --- | --- | --- | --- | --- | --- |
| More Than a Feeling                              | 215 | 96  | 111 | 109 | 150 | 156 | 169 | 234 | 219 | 171 | 279 | 307 | 231 | 252 | 242 | 272 | 250 | 228 | 227 | 313 | 290 | 321 | 365 | 359 | 376 | 358 |

1. ↑  Een vetgedrukt getal geeft de hoogste notering aan.